# 小仲美奈
小仲 美奈（こなか みな ）は、宇宙工学エンジニア。専門は、熱設計・解析／偏光分光器／衛星間光通信。

## 略歴[1]
千葉県生まれ。渋谷教育学園渋谷中高校卒業、東北大学工学部早期卒業、同大学院工学研究科航空宇宙工学専攻修了。在学中にカリフォルニア大学、国際宇宙大学、ベルリン工科大学へ留学を行う。エンジニアとして人工衛星開発に携る。

## 人物
研究は、惑星探査ローバー車輪の形状解析や、小型人工衛星の熱設計・解析、UV偏光分光器を搭載した小型人工衛星など。また、女性の研究者の育成についての活動もしている。留学先で取得した英語・フランス語を生かして、国際会議などにも参加している。

## 研究分野
航空宇宙工学、光学設計

## 受賞歴
- 2021年 SSPI(The Space & Satellite Professionals International)'s 20 Under 35 受賞（日本人初） 　(https://www.sspi.org/cpages/mina-konaka)
- 2022年Forbes JAPAN 30 UNDER 30 2022　受賞（https://forbesjapan.com/articles/detail/49740）

## メディア掲載
- 講談社Webマガジン　リケジョ「JAXAで活躍！宇宙を目指す機械女子が感じた「一歩踏み出すことの大切さ」」 (https://www.rikejo.jp/article/29037)
- 日本人初国連宇宙本部Space4womenメンター  (https://space4women.unoosa.org/content/2021-mentor-mina-konaka)
- 国連宇宙本部Space4water特集記事  (https://space4water.org/news/interview-mina-konaka)
- コスモ女子「宇宙のお仕事図鑑＃05」  (https://note.com/cosmosgirl/n/n330ad3359dd3?magazine_key=m2c1a512eb151)
- 株式会社POL「留学中に宇宙就活！宇宙飛行士を目指す「熱い」エンジニア、小仲美奈さん」  (https://www.wantedly.com/companies/pol/post_articles/150072)
- ～社会人トビタテ生の留学する前と後特集 vol.7～「ちょっと頑張るくらいがちょうどいい」小仲美奈さん  (https://tobitate-net.com/interview/18220/)
- TEDxTohokuUniversity2019 講演  「Space Up! Future Job Hunting」  (https://www.ted.com/talks/mina_konaka_space_up_future_job_hunting)
- 2022年1月24日　河北新報ティータイム欄　コラム「パリと仙台」
- 2022年2月20日　朝日新聞声Voice欄　「パリと東京　夜景が私の活力」
- 2022年9月16日　読売新聞［投稿見聞録］月の時代　カギは「発信力」…宇宙飛行士試験https://www.yomiuri.co.jp/serial/kiryu/20220915-OYT8T50164/amp/
- 2022年9月18日　NIKKEI STYLE キャリア「21世紀のかぐや姫」へ　宇宙飛行士に挑む26歳研究員https://reskill.nikkei.com/article/DGXZQOLM125O80S2A910C2000000/
- 2022年10月28日　内閣府発行ウエブマガジン「One Woman Launches Herself into Space Exploration in the New Era」https://www.japan.go.jp/kizuna/2022/10/space_exploration_in_the_new_era.html
- 2024年3月7日　読売新聞［大手小町］【国際女性デー】成績優秀で部活動でも活躍した女子たちはどこへ？　https://www.yomiuri.co.jp/otekomachi/20240306-OYT8T50018/

その他、小学校、中学校、高等学校、大学などで講演多数

## 研究業績
- 69Th International Astronautical Congress (IAC)  「Evaluation of Thermal Analysis of orbital Environment of Microsatellite ALEe」　https://iafastro.directory/iac/paper/id/45727/summary/
- IEEE IGARSS 2021 「CURRENT STATUS OF DEVELOPING ALOS-4 WITH KEY MISSIONS: PALSAR-3 AND SPAISE3」 　https://ieeexplore.ieee.org/document/9554316
- 32nd International Symposium on Space Technology and Science (ISTS)   「Preliminary thermal design for the small  satellite mission QUEEN」